# دامياتيس

شعار هارلم مع "دامياتيس" الجرسين المتدلين من الفروع اليابسة في هارلمرهاوت.

دامياتيس تشير إلى جرسين في كنيسة بافو في مدينة هارلم يدقان كل ليلة بين التاسعة والتاسعة والنصف، للإشارة لغلق بوابات المدينة وإحياء ذكرى غزو مدينة دمياط المصرية خلال حصار دمياط (1218). وعلى الرغم من أن مدينة هارلم لم يعد لديها سور، أو بوابات، إلا أن الأجراس لا تزال تدق كل مساء في نفس الموعد.

ذكرت دمياط مرتين، الأولى في الحملة الصليبية الخامسة عام 1218/1219، والثانية في الحملة الصليبية السابعة عام 1249. القصة المتداولة في المدينة تدعي أن فرسان هارلم وبناة السفن المهرة لعبوا دورًا مهمًا في سقوط دمياط. فمن المعروف وقتها أن مدخل دمياط البحري كان مغلقا بسلسلة ثقيلة (بالإنجليزية: Boom) ممتدة عبر ضفتي النيل. تم تجهيز سفينة من هارلم بمنشار على القوس (باللغة الهولندية تسمى "zaagschip") بمنشار حديدي مثبت على طول القوس والعارضة الأمامية. بسبب هذه الإضافة وحسب الرواية المتداولة، تمكنت السفينة من نشر السلسلة والسماح لباقي الأسطول بمهاجمة المدينة، ومن ثم الإستيلاء على دمياط. ومع ذلك، فإن هذه الرواية تتناقض مع رواية شاهد عيان آخر وهو أوليفر من كولونيا (أوليفر بادربورن) ، الذي قاد الأسطول الهولندي ، والذي لم يذكر أبداً أفعال فرسان هارلم البطولية. 

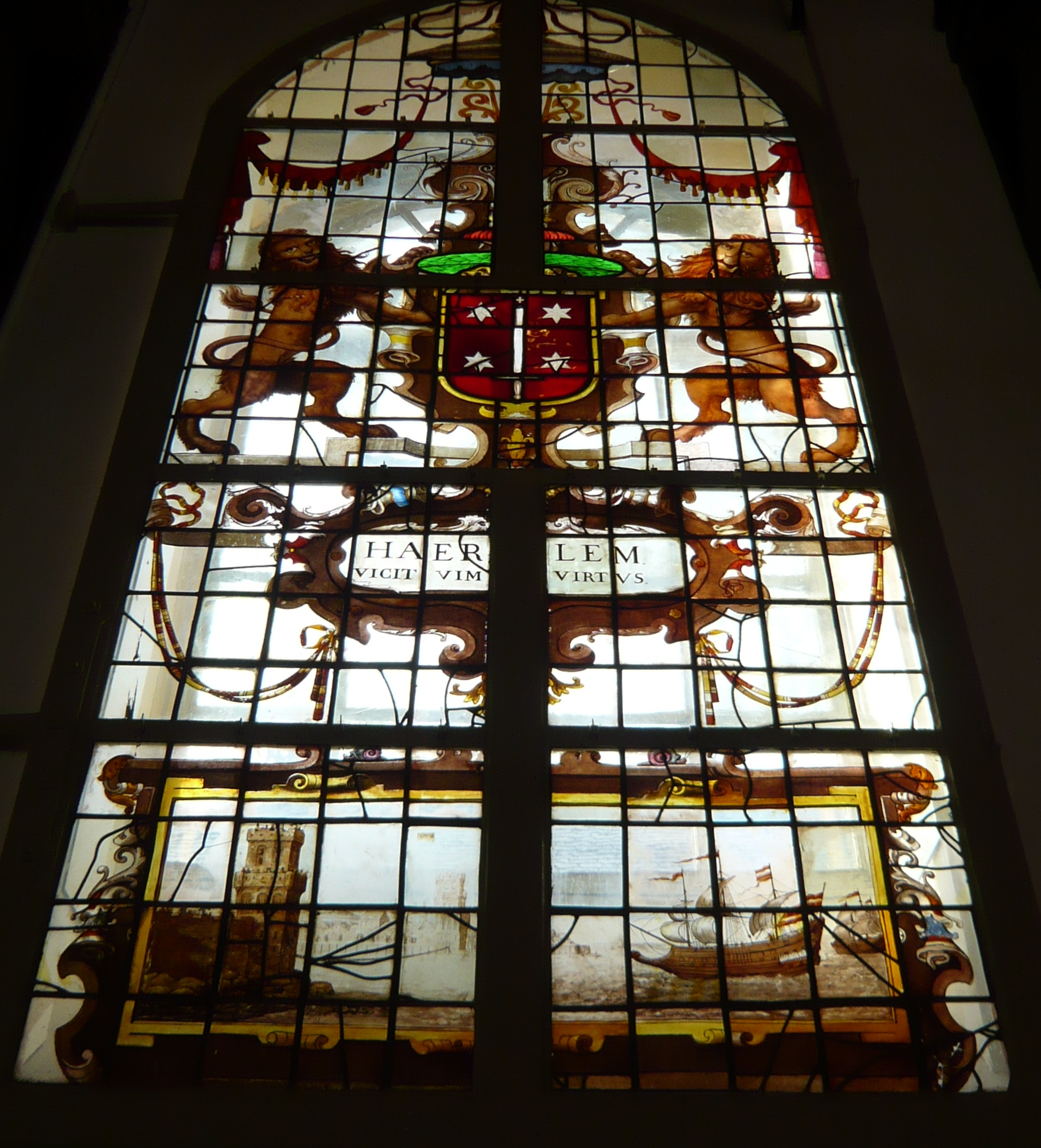
قصة كسر السلسلة مرسومة على الزجاج الملون بيد بيتر هولشتاين الأول في كنيسة في بلومندال
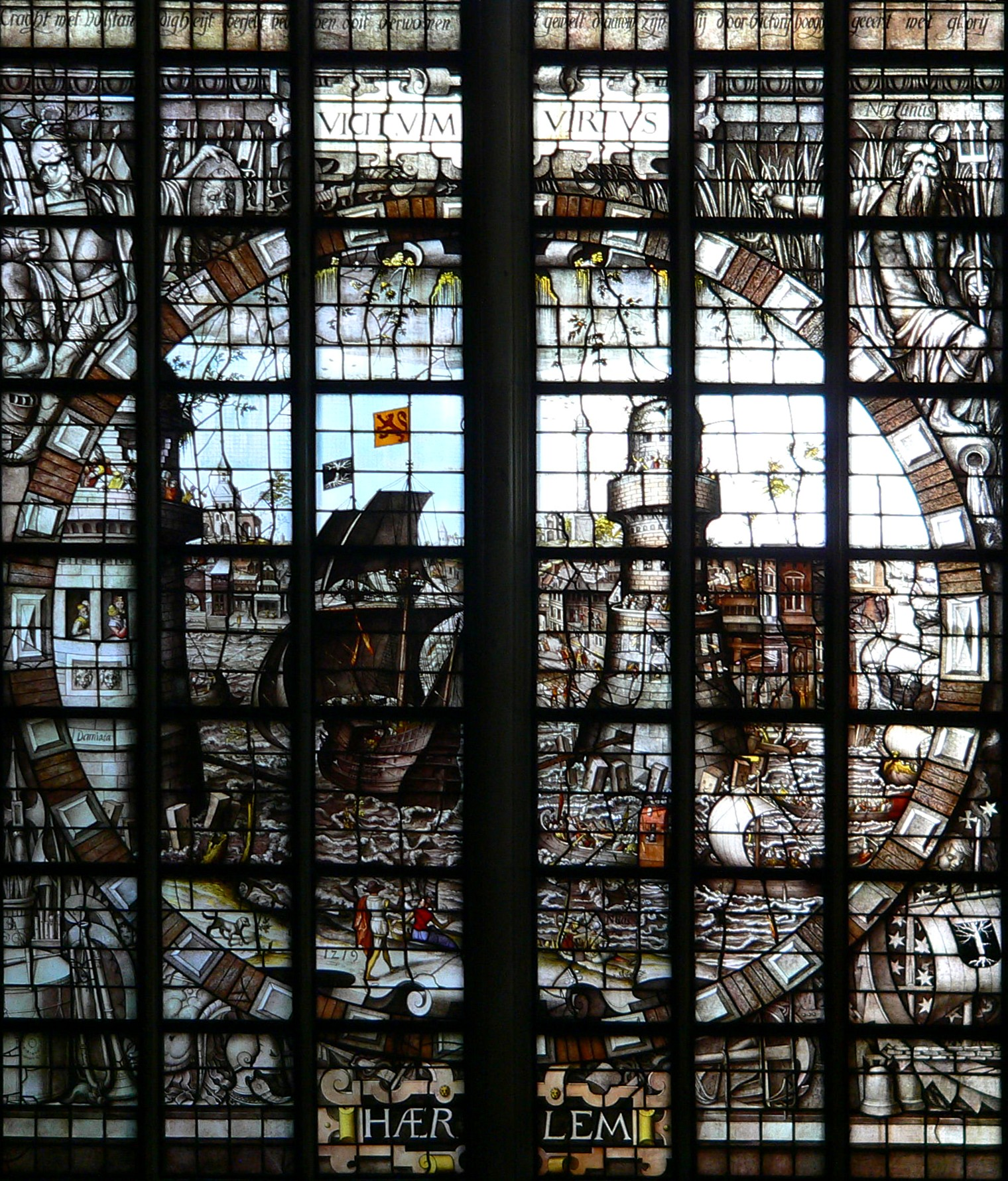
القصة مرسومة على الزجاج بيد ويليم تيبو لكنيسة القديس يوحنا في جودا
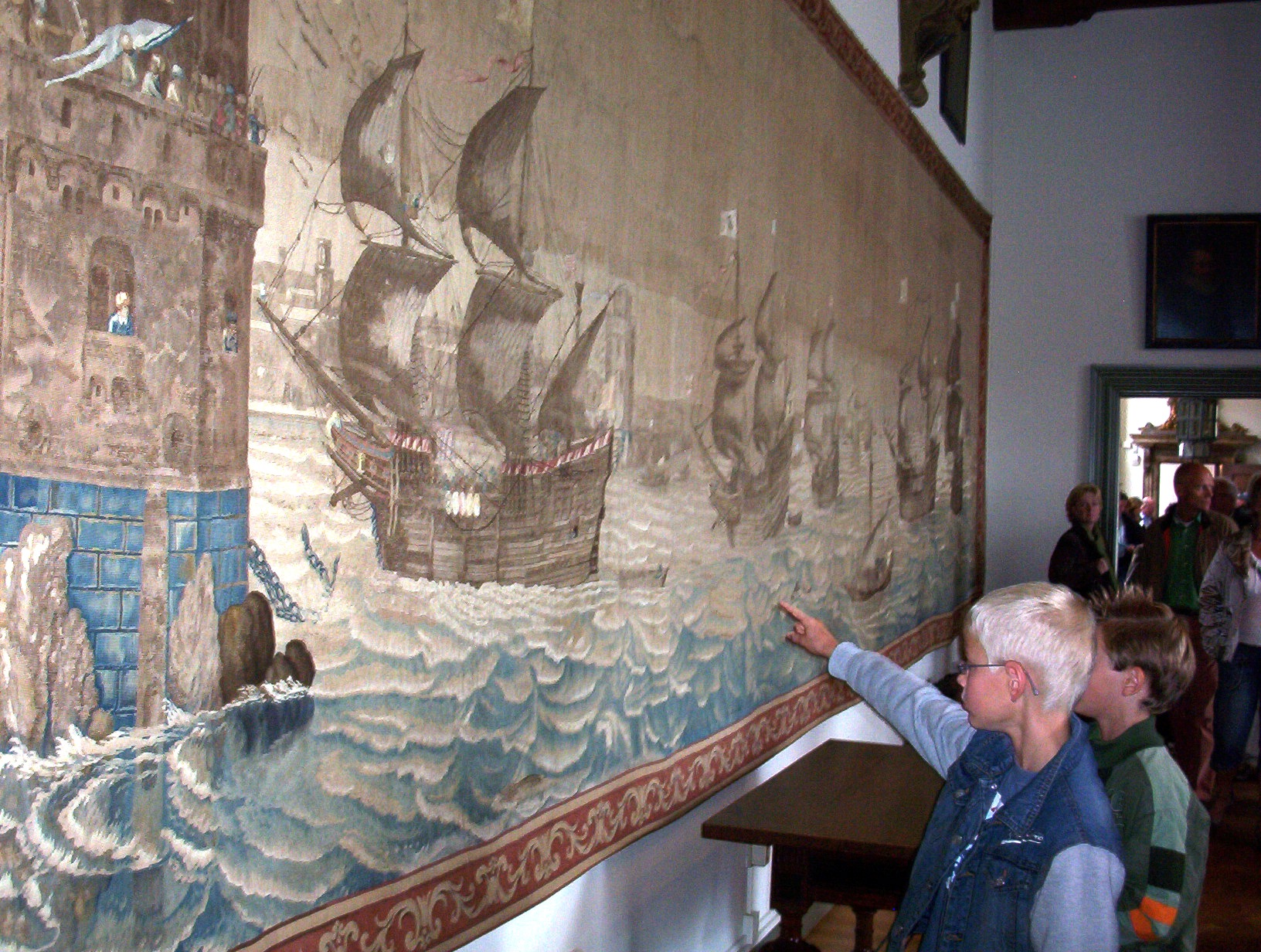
قطعة نسيج مرسوم عليها قصة كسر السلسلة في قاعة مدينة هارلم من عمل كورنيليس كلايس فان ويرينجين
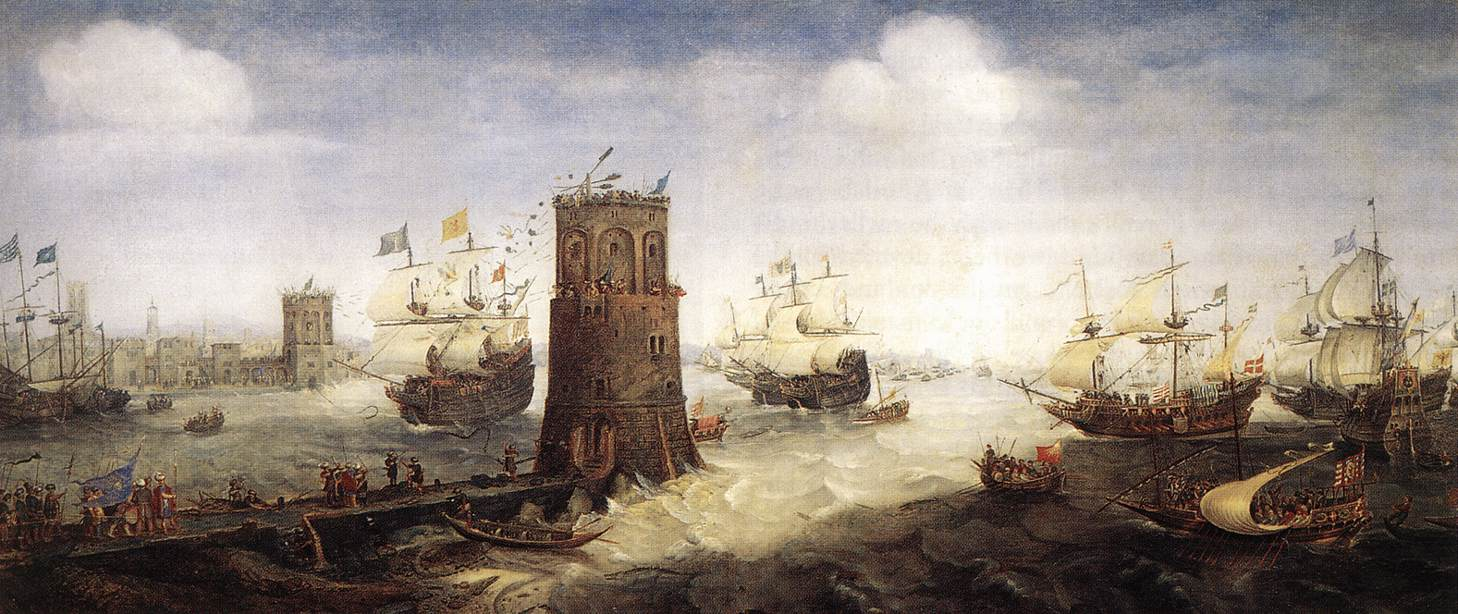
قصة كسر السلسلة لفان ويرينجن للحارس المدني في هارلم (معروضة الآن في متحف فرانس هالس)

اكتسبت القصة شعبية بعد عام 1667 عندما كسر الأسطول الهولندي سلسلة أخرى في غزوة ميدواي، والتي مكنتهم من انتصار بحري مهم. لذا أشيع في مدينة هارلم أنهم كانوا مصدر إلهام لهذا العمل.